# Varanus colei
Varanus colei — вид ящірок родини варанових. Зустрічається на островах Кай в Індонезії.